# McGregor (Texas)
McGregor is een plaats (city) in de Amerikaanse staat Texas, en valt bestuurlijk gezien onder Coryell County en McLennan County.

## Demografie
Bij de volkstelling in 2000 werd het aantal inwoners vastgesteld op 4727.
In 2006 is het aantal inwoners door het United States Census Bureau geschat op 4845, een stijging van 118 (2,5%).

## Geografie
Volgens het United States Census Bureau beslaat de plaats een oppervlakte van
56,5 km², geheel bestaande uit land.

## Plaatsen in de nabije omgeving
De onderstaande figuur toont nabijgelegen plaatsen in een straal van 20 km rond McGregor.

## SpaceX
- McGregor is bij ruimtevaartliefhebbers bekend omdat ruimtevaartbedrijf SpaceX er zijn testterrein heeft waar het zijn raketmotoren en rakettrappen test. Ook voerde SpaceX er tussen 2012 en 2014 een reeks hoppervluchten uit om Falconraketten te leren landen. Dat werd na een raketexplosie door het stadsbestuur verboden.